# Айдемирска низина
Айдемирската низина е крайдунавска низина в Северна България, Източната Дунавска равнина, област Силистра. Разположена е между река Дунав на север и високия бряг на Дунавската равнина на юг, на запад достига до високия Ветренски рид при село Ветрен, а на изток до град Силистра.
Дължината на низината от запад на изток е 16,7 km, максималната ѝ ширина до 2,5 km. Площта ѝ е 34 km2, с превишение от 3 – 4 м над нивото на река Дунав. Изградена е от речни наноси. По цялото протежение с Дунав е изградена висока над 5 м водозащитна дига. В низината са проведени отводнителни мероприятия и има изградена напоителна система. Стопански е добре усвоена, като се отглеждат предимно зърнени и технически култури.
В югозападната, най-ниска част на низината се намира езерото Сребърна, попадащо изцяло в резервата „Сребърна“. Климатът е умереноконтинентален, а почвите са наносни и блатни. Растителността е степна и водна – тръстика, папур, власатка, белизма, садина. От дървесните видове най-разпространени са космат дъб, горун, цер, келяв габър, липа, върба. Преобладават степните животински видове. В езерото Сребърна гнездят къдроглав пеликан, лопатарка, чапла, блестящ ибис и др.
По периферията на низината са разположени град Силистра (на изток) и селата Айдемир (на юг) и Сребърна (на югозапад).
По южната, висока периферия на низината, на протежение от 15,6 км от село Сребърна до град Силистра преминава участък от второкласен път № 21 от Държавната пътна мрежа Русе – Тутракан – Силистра.

## Топографска карта
- Лист от карта L-35-139. Мащаб: 1 : 100 000.